# 하나세 미즈카
하나세 미즈카(일본어: 花瀬 みずか はなせ みずか[*], 2월 7일 - )는 전 다카라즈카 가극단 츠키구미 여역이다. 전 츠키구미 부조장이다.
오사카부 토요노군, 부립 이케다 고등학교 출신이다. 키 159cm, 애칭은 "아카네", "아-코"이다.

## 약력
1993년, 다카라즈카 음악학교에 입학하였다.
1995년, 다카라즈카 가극단 81기생으로 입단. 호시구미 공연 「국경 없는 지도」로 초무대. 그 후, 츠키구미에 배속되었다.
가련한 여역으로 일찍부터 주목 받아, 1998년, 「WEST SIDE STORY」으로 신인공연 첫 히로인. 그 후에도 5번에 걸쳐 신인공연 히로인을 맡았다.
1999년, 「열두밤」으로 바우홀 공연 첫 히로인을 맡았다.
2008년 7월 7일자로 츠키구미 부조장에 취임하였다.
2013년 3월 24일, 「베르사이유의 장미」 도쿄 공연 천추락을 기해, 다카라즈카 가극단을 퇴단하였다.